# Castell de Forès
Castell de Forès fou un castell del municipi de Forès (Conca de Barberà). Sobre el punt més alt, dominant el poble de Forés, es troben les restes d'aquest, edificat probablement a mitjans del segle xi, aquestes restes són declarades bé cultural d'interès nacional.

## Descripció
Del castell de Forès només es conserven les bases d'alguns murs. També hi ha alguns elements ornamentals i constructius, com llindes o portalades, reaprofitats a les cases del poble.

## Història
El castell de Forès apareix documentat l'any 1038, quan els comtes de Barcelona el van donar a Mir Foguet i Bernat però la datació d'aquest document sembla que no és correcta (possiblement dataria del 1058) o fins i tot és possible que sigui fals.
L'any 1190 Berenguer de Fluvià vengué el castell al rei Alfons I. L'any 1285, el rei Pere II llegà en testament els castells i llocs de Forès, Sarral i Cabra al monestir de Santes Creus. El monestir mantingué la senyoria fins al 1821, quan sortí a subhasta pública la venda del castell, que ja estava molt malmès.